# پوهورلیتسه (ناحیه زلین)
پوهورلیتسه (به چکی: Pohořelice) یک منطقهٔ مسکونی در جمهوری چک است که در ناحیه زلین واقع شده‌است. پوهورلیتسه ۵٫۸۷ کیلومتر مربع مساحت و ۸۲۹ نفر جمعیت دارد و ۲۵۲ متر بالاتر از سطح دریا واقع شده‌است.